# Burg Nordhof
Die Burg Nordhof, auch Burg Northof oder Gut Nordhof war ein befestigter mittelalterlicher Ministerialensitz im Hammer Stadtbezirk Hamm-Pelkum in Nordrhein-Westfalen.
Die abgegangene Turmhügelburg (Motte) wurde am 28. Februar 1989 als Nummer 73 in die Liste der Bodendenkmäler in Hamm aufgenommen.

## Erhaltungszustand
Die Anlage besteht aus einer stark verschliffenen Mottenanlage, die von einer Gräfte umgeben ist. Über das Aussehen und den Umfang der nicht mehr vorhandenen Gebäude ist nichts bekannt.

## Geschichte
Die Anlage war Wohnsitz des Ministerialengeschlechts Northof, dessen bekanntester Vertreter Levold von Northof (1279–1359), Verfasser der Chronica comitum de Marka, war. Levold diente den beiden märkischen Bischöfen von Lüttich: Adolf II. von der Mark und Engelbert von der Mark zwischen 1313 und seinem Tod 1359, sowie dem Haus Mark als Lehrer.
Nach Aufgabe der Anlage entstand in der Nachbarschaft direkt östlich der Gutshof Nordhof. Die Burganlage ist nur über den Hof zu erreichen, welcher sich in Privatbesitz befindet, und somit ist die Motte für Besichtigungen unzugänglich.